# Johannes Theodor Schmalhausen

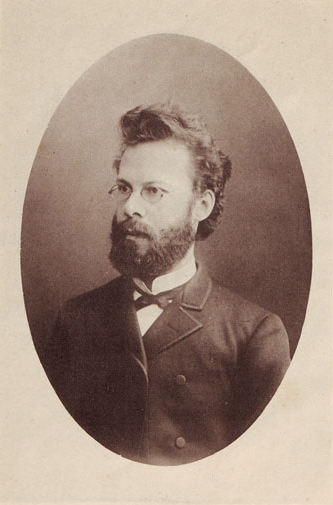
Johannes Theodor Schmalhausen

Johannes Theodor Schmalhausen, russisch Иван Фёдорович Шмальгаузен, russische Transkription Iwan Fjodorowitsch Schmalgausen, (* 3. Apriljul. / 15. April 1849greg. in Sankt Petersburg; † 7. Apriljul. / 19. April 1894greg. in Kiew) war ein russischer Botaniker und Paläobotaniker deutscher Abstammung. Sein offizielles botanisches Autorenkürzel lautet „Schmalh.“

## Leben und Wirken
Schmalhausen, dessen Vater Bibliothekar bei der Russischen Akademie der Wissenschaften war, studierte Botanik an der Universität in Sankt Petersburg mit dem Magister-Abschluss 1874. Für einen botanischen Aufsatz erhielt er die Goldmedaille der Universität und wurde für die Professorenlaufbahn ausersehen und 1874 bis 1876 zwei Jahre ins Ausland geschickt (Straßburg, Zürich, Wien, Prag, München, Berlin, Besuch der Alpen, Norditaliens und Südfrankreichs). 1877 wurde er Konservator am Herbarium des Kaiserlichen Botanischen Gartens in Sankt Petersburg und wurde habilitiert (russischer Doktortitel).
Er war ab 1878 außerordentlicher Professor an der Wladimir-Universität Kiew und später Professor für Botanik und Direktor des Botanischen Gartens in Kiew.
1893 wurde er korrespondierendes Mitglied der Russischen Akademie der Wissenschaften in Sankt Petersburg. Neben Russisch veröffentlichte er auch in Deutsch.
Sein jüngster Sohn war der Zoologe und Evolutionsbiologe Iwan Iwanowitsch Schmalhausen (1884–1963).

## Ehrungen
Die Korbblütler-Gattung Schmalhausenia C.Winkl. ist ihm zu Ehren benannt.

## Schriften
- Flora Südwest-Russlands, Kiew 1886 (russisch)
- Flora Mittel- und Süd-Russland, der Krim und des Nordkaukasus, Kiew 1895 bis 1897 (russisch)
- Kurzes Lehrbuch der Botanik, Kiew 1887, 2. Auflage 1899 (russisch)
- Beiträge zur Kenntniss der Milchsaftbehälter der Pflanzen, 1877 (Dissertation)
- Beiträge zur Jura-Flora Russlands, 1879.
- Beiträge zur Tertiärflora Süd-West-Russlands, 1883.
- Tertiäre Pflanzen der Insel Neusibirien, 1890
- Die Pflanzenreste der artinskien und permischen Ablagerungen im Osten des europäischen Russlands, Abhandlungen des Geologischen Komitees 1887
- Ueber tertiäre Pflanzen aus dem Thale des Flusses Buchtorma am Fusse des Altaigebirges, Palaeontographica 1887, 181–216